# Agathia asterias
Agathia asterias är en fjärilsart som beskrevs av Edward Meyrick 1888. Agathia asterias ingår i släktet Agathia och familjen mätare. Inga underarter finns listade i Catalogue of Life.